# Forum delle associazioni familiari
Il Forum delle associazioni familiari è un'associazione italiana di orientamento cattolico, a carattere nazionale e con sedi regionali e provinciali (ove presenti), che propone la promozione di politiche familiari. Nasce nell'anno 1992, con l'obiettivo di portare la famiglia all'attenzione della discussione culturale e politica italiana.
A livello europeo il Forum è parte della Federazione delle associazioni familiari cattoliche in Europa (FAFCE).

## Eventi e iniziative
L'associazione si dichiara indipendente da partiti o schieramenti, proponendosi, piuttosto, come interlocutore trasversale di tutti i possibili soggetti politici.
Oltre ad altre attività e iniziative svolte negli anni a sostegno della famiglia "tradizionale", il forum è stato fra i principali promotori del Family Day del 12 maggio 2007 in piazza San Giovanni a Roma come manifestazione politica di opposizione alla legge sui DICO, proposta in sede parlamentare dal governo di centrosinistra guidato da Romano Prodi. Il forum non figura invece fra gli organizzatori dei successivi Family Day del 20 giugno 2015 e del 30 gennaio 2016, benché alcune delle associazioni che lo compongono fossero presenti. 
Dal 2020 partecipa all'organizzazione, con il patrocinio a volte di alcuni enti istituzionali come il comune di Roma o la regione Lazio, della manifestazione denominata Stati generali della natalità.

## Elenco delle associazioni
Vi fanno parte solo associazioni a carattere nazionale, tra le quali l'Alleanza Cattolica, Associazione comunità Papa Giovanni XXIII, Associazione nazionale San Paolo Italia, Associazioni Cristiane Lavoratori Italiani, Azione Cattolica, Coldiretti, il Movimento Cristiano Lavoratori, Movimento per la Vita, l'Ordine francescano secolare e l'Unione giuristi cattolici italiani.